# 本顿维尔 (俄亥俄州)
本顿维尔美国俄亥俄州亚当斯县斯普里格镇区的一个普查规定居民点。2010年美國人口普查时共有327人。虽然本顿维尔是未建制社区，但设有一家邮局，邮政编码为45105。本顿维尔的前任邮局主管贝尔纳·奈勒在她2010年7月6日去世前以94岁的高龄成为美国最年长的邮局主管。
41号俄亥俄州道与136号俄亥俄州道共线段从社区穿过，并在本顿维尔南段分开。 

## 历史
本顿维尔设置于1839年，名称来自于密苏里的聯邦參議員托马斯·哈特·本顿。
2010年5月21日，一场EF0飓风在本顿维尔附近的Suck Run Road造成损害，但无人员伤亡。

## 图集

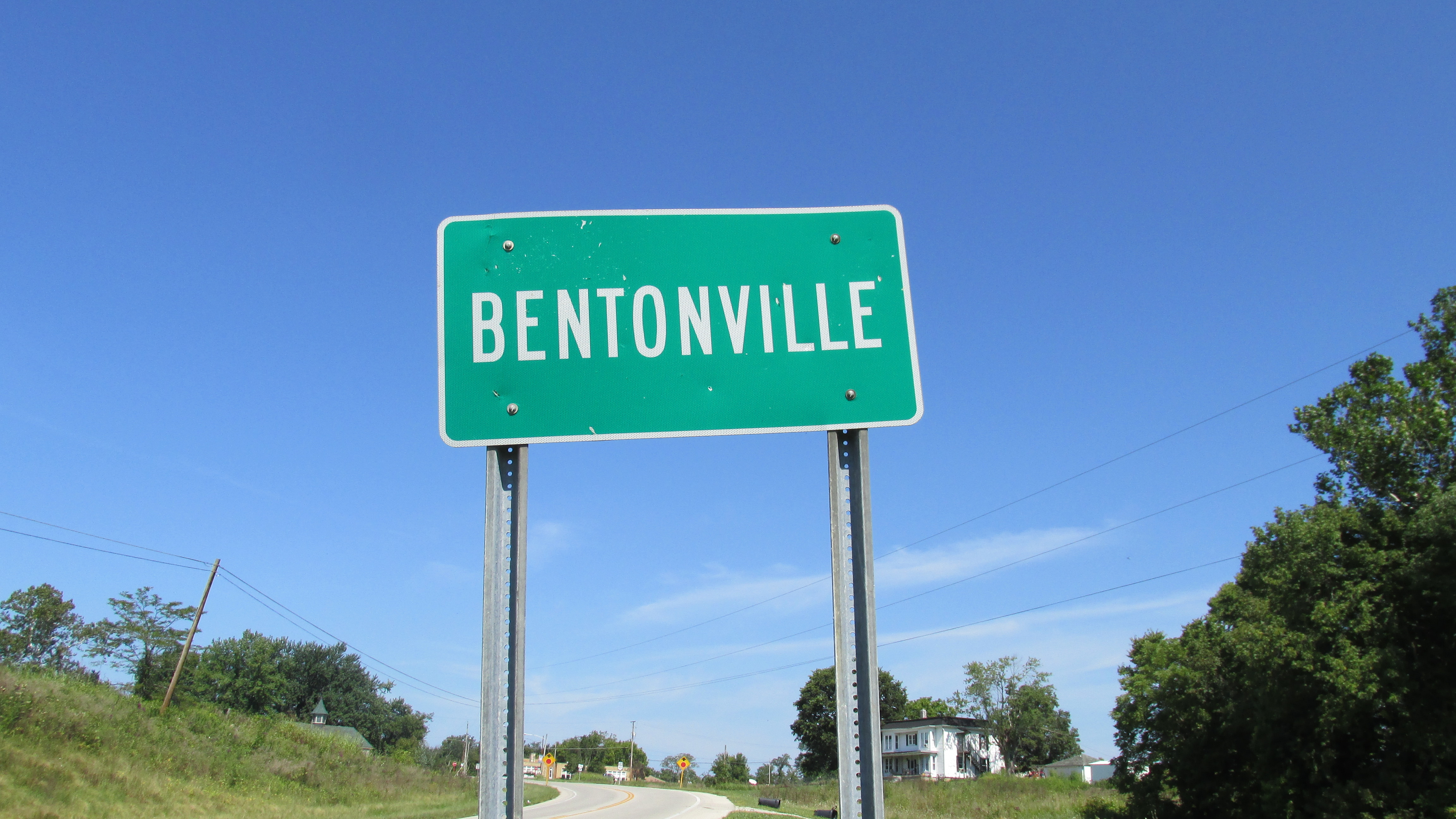
本顿维尔社区界牌
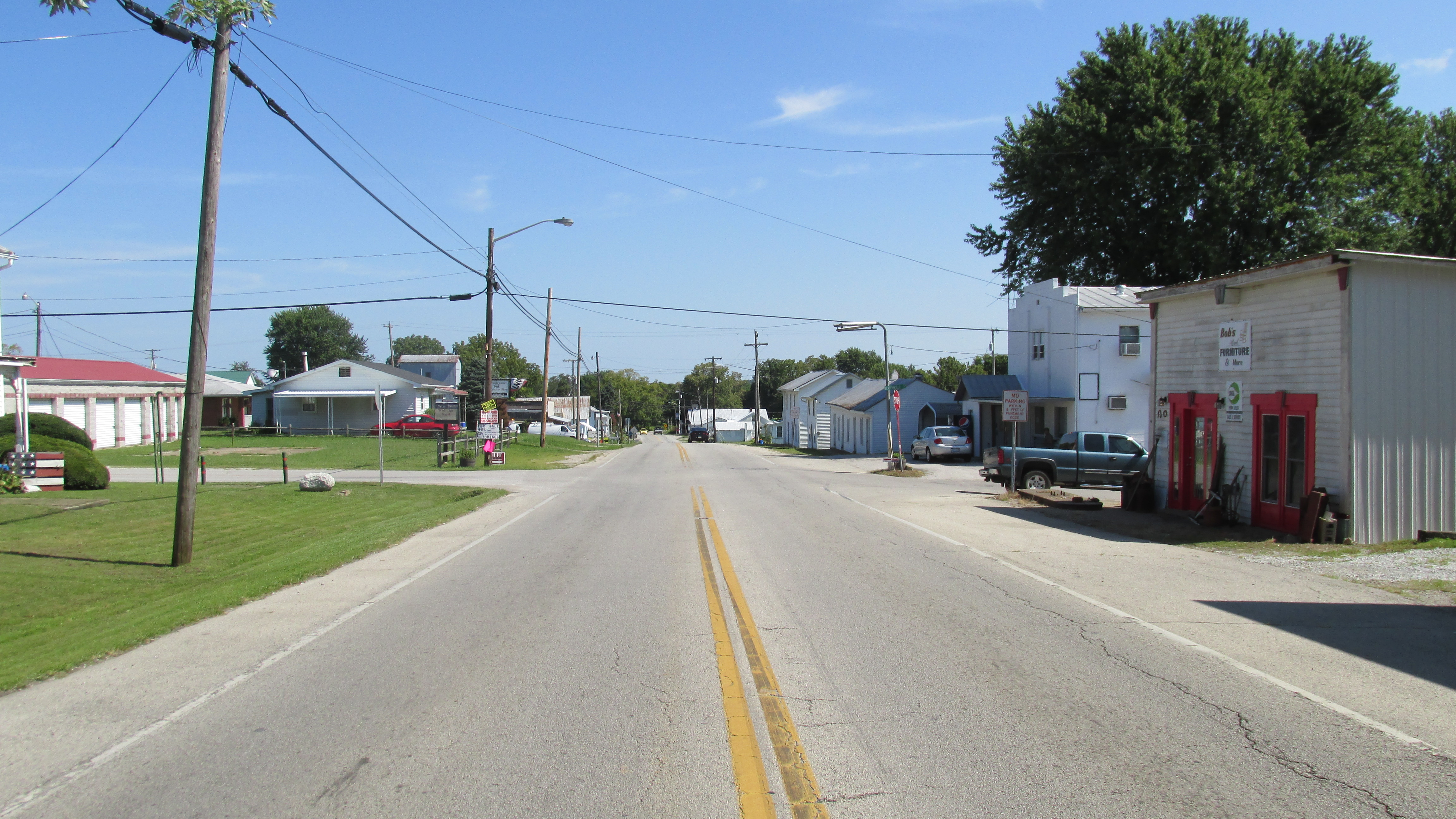
穿过本顿维尔的41号/136号俄亥俄州道
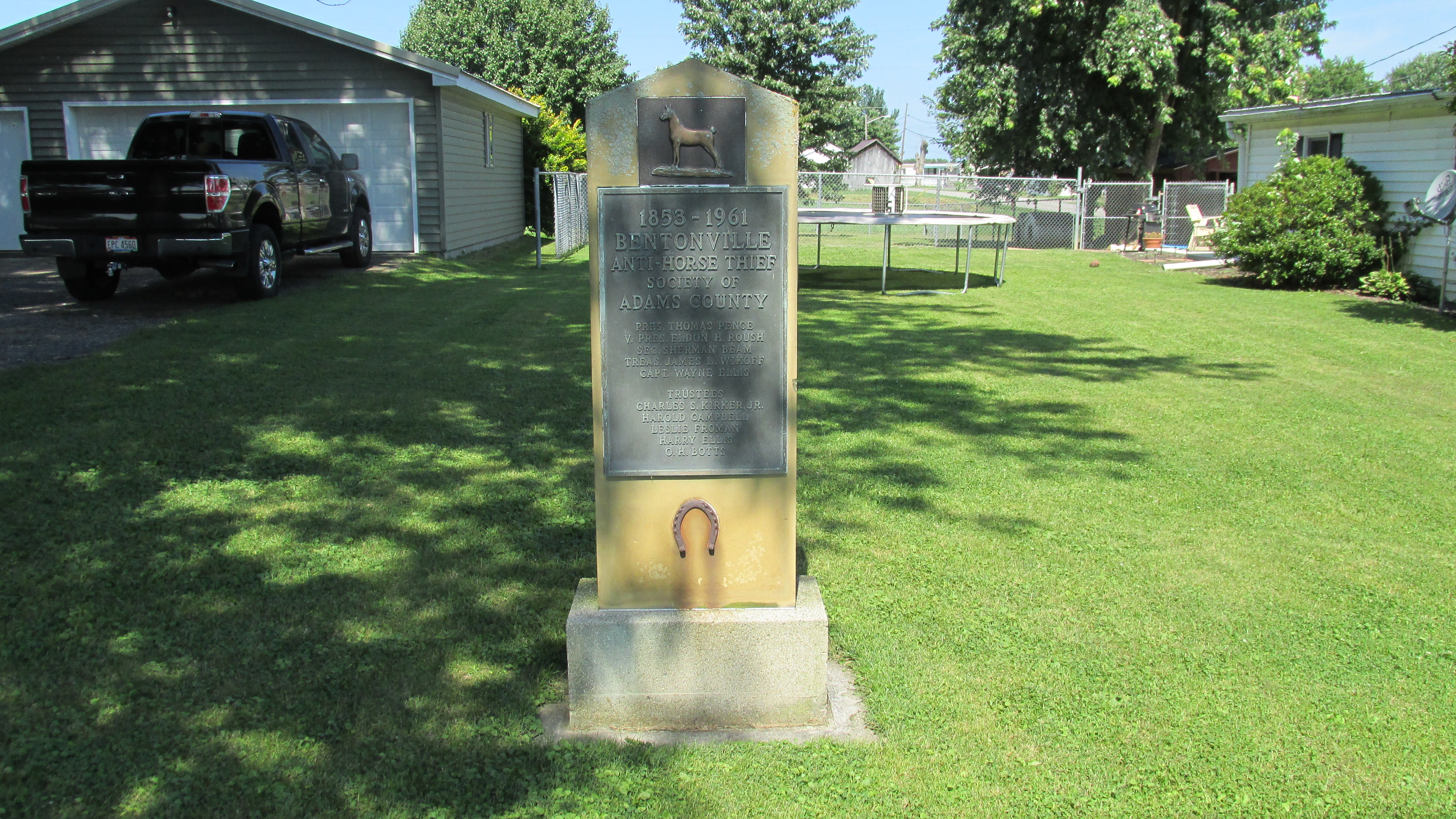
本顿维尔抗击马贼纪念碑
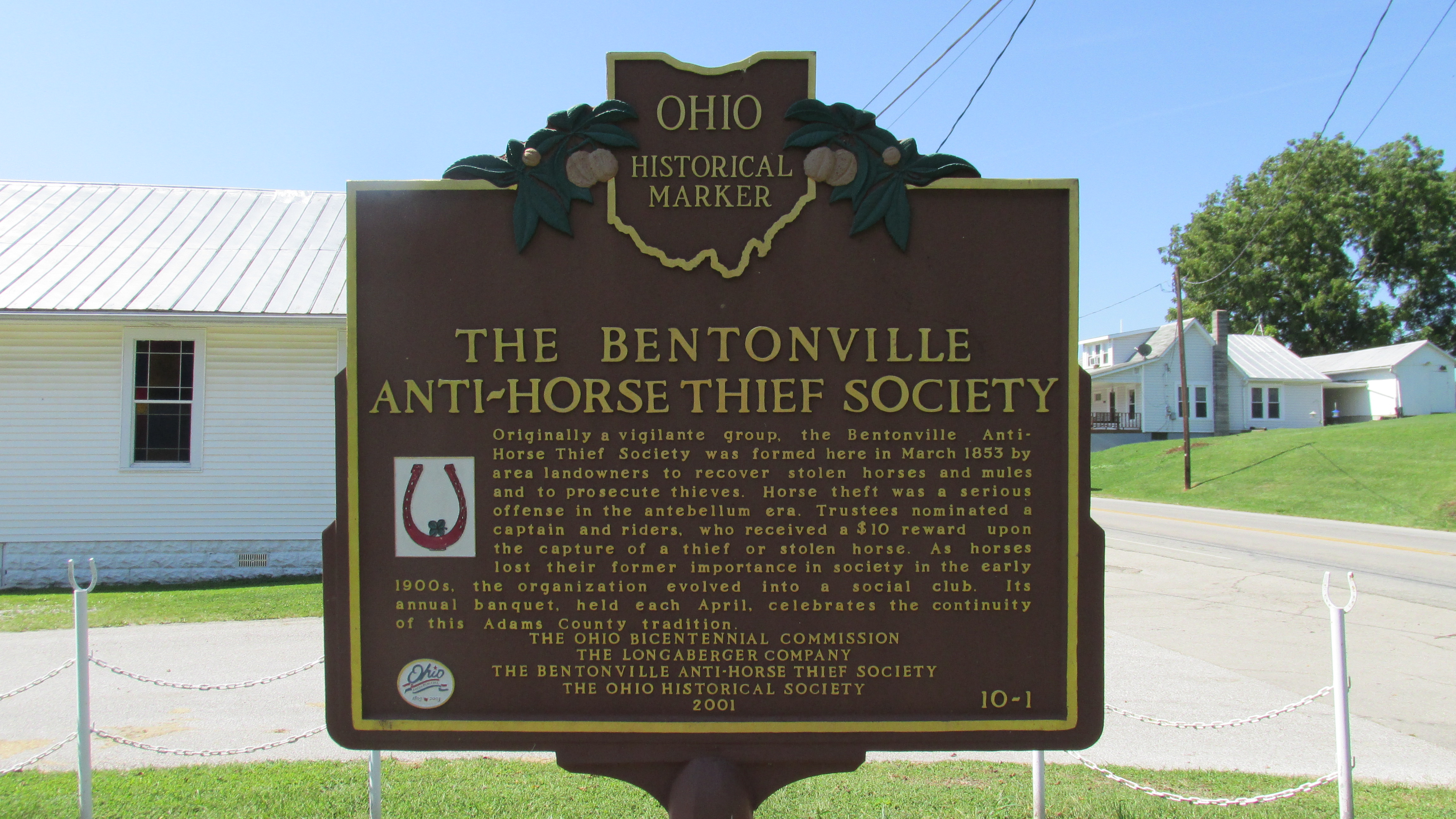
本顿维尔抗击马贼历史标记牌